# Shintaro Harada
Shintaro Harada (原田 慎太郎 Harada Shintaro?, nacido el 8 de noviembre de 1980 en Saitama) es un exfutbolista japonés. Jugaba de centrocampista y su último club fue el Colorado Springs Switchbacks.

## Trayectoria

### Clubes
| Club                         | País           | Año         |
| ---------------------------- | -------------- | ----------- |
| Yokohama F. Marinos          | Japón          | 1999 - 2001 |
| Omiya Ardija                 | Japón          | 2002        |
| Tokushima Vortis             | Japón          | 2003 - 2005 |
| ALO's Hokuriku               | Japón          | 2005 - 2006 |
| Crystal Palace Baltimore     | Estados Unidos | 2007 - 2009 |
| Pittsburgh Riverhounds       | Estados Unidos | 2010 - 2012 |
| Dayton Dutch Lions           | Estados Unidos | 2013 - 2014 |
| Yokohama FC Hong Kong        | Hong Kong      | 2013        |
| Colorado Springs Switchbacks | Estados Unidos | 2015 - 2016 |

## Palmarés

### Títulos nacionales
| Título         | Club                | País  | Año  |
| -------------- | ------------------- | ----- | ---- |
| Copa J. League | Yokohama F. Marinos | Japón | 2001 |